# The Platinum Collection (Max Gazzè)
The Platinum Collection è la quarta raccolta del cantautore Max Gazzè, pubblicato nel 2013.

## Tracce

### Disco 1
- 1 La Favola Di Adamo Ed Eva
- 2 Il Solito Sesso
- 3 Il Timido Ubriaco
- 4 Eclissi Di Periferia
- 5 La Nostra Vita Nuova (Album Version)
- 6 A cuore scalzo
- 7 Quel Che Fa Paura
- 8 Una Musica Può Fare
- 9 Poeta Minore
- 10 Il Motore Degli Eventi
- 11 Splendere Ogni Giorno Il Sole
- 12 Mentre Dormi
- 13 Siamo come siamo
- 14 L'Amore Pensato
- 15 L'Eremita

### Disco 2
- 1 Cara Valentina
- 2 L'Uomo Più Furbo
- 3 Non Era Previsto
- 4 Annina
- 5 Il drago che ti adora
- 6 Sono Pazzo Di Te
- 7 Niente Di Nuovo
- 8 Su Un Ciliegio Esterno
- 9 Chançon Idiomatique
- 10 La Mente Dell'Uomo
- 11 L'ultimo cielo
- 12 Come Si Conviene (Bom Pa)
- 13 La Tua Realtà
- 14 Questo Forte Silenzio
- 15 Colloquium Vitae (Single Version) (feat. Mao)

### Disco 3
- 1 Vento D'Estate
- 2 Il Debole Fra I Due
- 3 La cosa più importante
- 4 L'Evo dopo il Medio
- 5 Megabytes
- 6 Se Piove
- 7 Edera
- 8 Pallida
- 9 Il Bagliore Dato A Questo Sole
- 10 Non È Più Come Prima
- 11 Comunque Vada
- 12 La moglie del poeta
- 13 Di Nascosto
- 14 Preferisco Così
- 15 Mostri